# Kaskelen
Kaskelen (Kazajo: Қаскелең, Qaskeleñ) es una ciudad y sede del Distrito de Karasay en la Región de Almaty del sureste de Kazajistán. Población: 58,418 (resultados del censo de 2009); 37,221 (resultados del censo de 1999).

## Historia
Durante los siglos VII al IX, se estableció un asentamiento karluk en el sitio de la ciudad moderna. Sin embargo, en el año 1218, fue destruido durante la invasión mongola.
El puesto de correos en Kaskelen fue construido en 1857, albergando a 40 cosacos de servicio. En 1859, se establecieron 143 familias de cosacos de Altái en el puesto, y en 1861 llegaron 12 familias campesinas. Con la formación de un nuevo asentamiento: la traslación de los cosacos del Semirechye de Lyubovno (más tarde stanitsa Lyubovinskaya, luego Lyubavinskaya), se estableció una nueva parroquia (en 1865). Una pequeña iglesia en la stanitsa fue construida con fondos personales de la esposa del gobernador militar del Semirechye, Melaniya Fominichna Kolpakovskaya.
El arzobispo de Tomsk y Semipalatinsk, Vitaly (Vertogradov), nombró al sacerdote militar Pavel Dubov como párroco del nuevo parroquia de San Miguel.
En 1867, la stanitsa pasó a formar parte del recién formado distrito de Vernensky. En 1902, fue renombrada como stanitsa de Kaskelenskaya, en 1918 como el pueblo de Trotskoye (Troitskoye), y en 1929 fue renombrada como el pueblo de Kaskelen.
De 1958 a 1997, Kaskelen fue el centro del sovjós Lenin en la dirección hortícola-láctea.

## Transporte
Kaskelen está conectado con Almaty y otros asentamientos de la región de Almaty por carretera y ferrocarril. La ciudad cuenta con una estación de tren y una estación de autobuses. También opera un servicio de transporte urbano en autobús.

## Religión
La mayoría de la población creyente profesa el islam, también hay comunidades cristianas.